# John William Finn

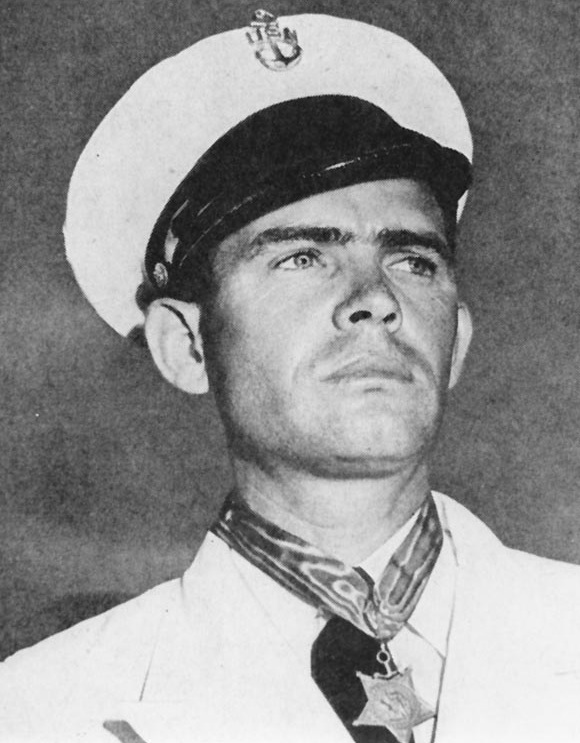
John William Finn mit der Medal of Honor

John William Finn (* 23. Juli 1909 in Los Angeles, Kalifornien; † 27. Mai 2010 in Chula Vista, Kalifornien) war ein US-amerikanischer Offizier der United States Navy und Träger der Medal of Honor, der höchsten militärischen Auszeichnung der Vereinigten Staaten.

## Leben
John William Finn trat kurz vor seinem siebzehnten Geburtstag im Juli 1926 der US Navy bei. Vor dem Eintritt der Vereinigten Staaten in den Zweiten Weltkrieg verrichtete Finn seinen Dienst auf mehreren Kreuzern und Flugzeugträgern, bevor er im Dezember 1941 auf die Naval Air Station in Kaneohe Bay (Oʻahu, Hawaii) versetzt wurde, wo er als Chief Petty Officer (etwa Hauptbootsmann) für die Instandhaltung der Waffen eines Seeaufklärungsgeschwaders zuständig war. Als am Morgen des 7. Dezember 1941 die Japanische Marine die US-Marinebasis von Pearl Harbor überfiel, feuerte er – trotz zahlreicher Verwundungen – aus ungedeckter Stellung über zwei Stunden mit einem Maschinengewehr auf die angreifenden Flugzeuge. Nach notdürftiger medizinischer Versorgung kehrte er noch am selben Tag zur Truppe zurück und half bei der Bewaffnung der übriggebliebenen amerikanischen Flugzeuge. Für seinen lebensgefährlichen Einsatz, der weit über die militärische Pflichterfüllung hinausging, wurde Finn am 14. September 1942 an Bord der Enterprise von Flottenadmiral Chester W. Nimitz mit der höchsten militärischen Auszeichnung der Vereinigten Staaten, der Medal of Honor, ausgezeichnet.
Finn verließ die US Navy im September 1956 im Rang eines Kapitänleutnants (Lieutenant).
Der 63. Zerstörer der Arleigh-Burke-Klasse, USS John Finn, wurde nach ihm benannt.